# El agente topo
El agente topo és una pel·lícula documental xilena de 2020, dirigida per Maite Alberdi. Va ser seleccionada per l'Acadèmia de Cinema de Xile com a candidata als premis Goya a la millor pel·lícula iberoamericana i Oscar a la millor pel·lícula de parla no anglesa.

## Sinopsi
Rómulo Aitken és un detectiu que té una empresa de recerques privades. Allí una clienta li encarrega investigar la casa de repòs on viu la seva mare. Rómulo decideix entrenar a Sergio Chamy, de 83 anys i que mai ha treballat com a detectiu, per viure una temporada com a agent encobert a la llar. Ja infiltrat, li costa assumir el seu rol de talp i es transforma en un ancià més a l'interior de la casa de repòs.

## Recepció
La pel·lícula es va estrenar al Festival de Cinema de Sundance el 25 de gener de 2020. L'agost de 2020, Gravitas Ventures va adquirir els drets de distribució als Estats Units de la pel·lícula i la va estrenar l'1 de setembre de 2020. La pel·lícula s'emetrà a PBS el 25 de gener de 2021, com a part del seu programa POV. Va ser estrenat als Països Baixos el 10 de desembre de 2020, per Cinema Delicatessen.

## Premis i nominacions
| Premi                               | Categoria                                     | Nominats       | Resultat  | Ref.   |
| ----------------------------------- | --------------------------------------------- | -------------- | --------- | ------ |
| Festival de Cinema de Sant Sebastià | Millor pel·lícula europea                     | El agente topo | Guanyador | [ 9 ]  |
| Premis Goya                         | Millor pel·lícula estrangera de parla hispana | El agente topo | Nominat   | [ 10 ] |